# Гладуш, Фёдор Филиппович
Фёдор Филиппович Гладуш (12 сентября 1913, Жуковцы, Киевская губерния — 10 ноября 1995, Киев) — советский офицер, Герой Советского Союза.

## Биография
Родился 12 сентября 1913 года в селе Жуковцы Киевской губернии в семье крестьянина. Украинец. В 1934 году окончил рабочий факультет Киевского кожевенного института.
В 1936 году призван в ряды Красной Армии. В 1940 году окончил Полтавское военное автомобильное училище. С 1941 года — инструктор в военном училище. Член ВКП(б) с 1942 года. В боях Великой Отечественной войны с марта 1944 года. Был заместителем командира 3 танкового батальона 49-й гвардейской танковой бригады 12-го гвардейского танкового корпуса 2-й гвардейской танковой армии 1-го Белорусского фронта.
16 января 1945 года гвардии капитан Ф. Ф. Гладуш отличился в боях за город Сохачев (Польша). Из освобожденных советских пленных сформировал роту, вооружил трофейным оружием и удерживал город до подхода главных сил бригады. Было уничтожено до 190 солдат и офицеров противника, 2 пушки, 45 автомашин, 15 складов.
Указом Президиума Верховного Совета СССР от 24 марта 1945 года за образцовое выполнение боевых заданий командования и проявленные при этом мужество и героизм гвардии капитану Фёдору Филипповичу Гладушу присвоено звание Героя Советского Союза с вручением ордена Ленина и медали «Золотая Звезда» (№ 5745).
После войны продолжал службу в армии. С июля 1960 подполковник Ф. Ф. Гладуш — в запасе. Работал на авторемонтном заводе. Жил в Киеве. 
Умер 10 ноября 1995 года. Похоронен на Байковом кладбище (участок № 49а).

## Награды
Награждён орденом Ленина, двумя орденами Красного Знамени, двумя орденами Отечественной войны 1-й степени, орденом Красной Звезды, медалями.

## Память
Имя Героя носит средняя школа в селе Жуковцы.